# Physula sabbasalis
Physula sabbasalis är en fjärilsart som beskrevs av Walker 1859. Physula sabbasalis ingår i släktet Physula och familjen nattflyn. Inga underarter finns listade i Catalogue of Life.